# Vestiniaans
Vestiniaans is een uitgestorven Indo-Europese taal (behorende tot de Oskische taalgroep), die werd gesproken door de Vestini in het oosten van Midden-Italië. Het is tot op de dag van vandaag overgeleverd in slechts twee inscripties, die dateren uit de periode 250–100 v.Chr.

## Verder lezen
- J. Stuart-Smith, Phonetics and Philology: sound change in Italic, New York, 2004, p. 123.